# Odorico Raynaldi
Odorico Raynaldi ou Rinaldi (1595 – 22 de janeiro de 1671) foi um historiador e oratoriano italiano. Ele também é conhecido como Odericus Raynaldus, ou apenas Raynald. 
Raynaldi nasceu em Treviso, de uma família patrícia. Estudou em Parma e Pádua, juntou-se aos oratorianos de Roma e, distinguido por sua piedade, beneficência e bolsa de estudos, foi duas vezes eleito superior geral de sua congregação. Ele foi incumbido da continuação dos Annales eclesiastici de Barônio. Após a publicação do primeiro volume, ele recebeu a direção da biblioteca do Vaticano por Papa Inocêncio X, uma honra que ele recusou. Ele morreu em Roma. 
Sua continuação de Barônio se estende de 1198 a 1565 e foi publicada em Roma, 1646-77. Ele foi o continuador mais capaz do grande historiador. Embora seu trabalho seja marcado aqui e ali por dados cronológicos imprecisos e falta de crítica, os numerosos documentos originais que ele reproduz tornam-no muito valioso. Raynaldi também publicou trechos em latim e italiano, tanto do trabalho de Barônio quanto de sua própria continuação.